# 4. ceremonia wręczenia Złotych Globów
4. ceremonia wręczenia Złotych Globów odbyła się 26 lutego 1947 w Hollywood Roosevelt Hotel w Los Angeles.

## Laureaci
- Najlepszy film: Najlepsze lata naszego życia, reż. William Wyler
- Najlepszy aktor: Gregory Peck – Roczniak
- Najlepszy aktorka: Rosalind Russell – Sister Kenny
- Najlepszy aktor drugoplanowy: Clifton Webb – Ostrze brzytwy
- Najlepsza aktorka drugoplanowa: Anne Baxter – Ostrze brzytwy
- Najlepsza reżyseria: Frank Capra – To wspaniałe życie
- Najlepszy film promujący międzynarodowe zrozumienie: Ostatnia szansa, reż. Leopold Lindtberg
- Najlepsza nieprofesjonalna gra (nagroda specjalna): Harold Russell – Najlepsze lata naszego życia